# 南優
南 優（みなみ すぐる、1981年1月4日 - ）は、日本の男優。グリーンメディア所属。

## 出演

### 映画
- スクールウォーズ・HERO（関本郁夫監督、2004年） - 大曽根 役
- パッチギ!（井筒和幸監督、2005年）
- 男たちの大和（佐藤純彌監督、2005年）
- クローズZERO（三池崇史監督、2007年）
- ドロップ（品川ヒロシ監督、2009年）
- ごくせん THE MOVIE（佐藤東弥監督、2009年）
- 破門（浅生マサヒロ監督、2010年） - 三ツ矢圭介 役
- 太平洋の奇跡 -フォックスと呼ばれた男-（2011年）
- うさぎドロップ（SABU監督、2011年）
- スマグラー（石井克人監督、2011年）
- 謝罪の王様（水田伸生監督、2013年）
- 新宿スワン（2015年）

### テレビドラマ
- 龍馬伝 第18〜22話（2010年、NHK） - 下男 役
- 梅ちゃん先生 第37話（2012年、NHK） - 闇市の男 役
- 親父の仕事は裏稼業（杉良太郎監督、2012年、BeeTV） - テルジ 役
- 月曜ゴールデン「駅弁刑事・神保徳之助7」（2013年、TBS） - 富成省吾 役
- 闇金ウシジマくんseason2 第4・5・7〜9話（2014年、TBS） - ハブ 役
- 世にも奇妙な物語 2014年 春の特別編 空想少女（2014年、フジテレビ） - 木下藤吉郎 役

### Vシネマ
- 兄弟の墓場 完結編（浅生マサヒロ監督、2010年） - 西尾礼二 役
- ガールズゾンビ（浅生マサヒロ監督） - ケンジ 役
- 極道の紋章 第16〜18章（片岡修二監督、2012年） - 桑田卓也 役
- 首領の道3（辻裕之監督、2013年） - 瓜田翼 役